# Lynch, Kentucky
Lynch är en stad i Harlan County i den amerikanska delstaten Kentucky med en yta av 0,8 km² och en folkmängd, som uppgår till 900 invånare (2000). Orten har fått sitt namn efter Thomas Lynch som var chef för gruvbolaget US Coal and Coke Company.

## Kända personer från Lynch
- Juanita M. Kreps, ekonom och politiker
- Louise Slaughter, politiker